# Allobates algorei
Espèce
Statut de conservation UICN

 LC  : Préoccupation mineure
Allobates algorei est une espèce d'amphibiens de la famille des Aromobatidae.

## Répartition
Cette espèce est endémique de l'État de Táchira au Venezuela. Elle se rencontre de 400 à 1 000 m d'altitude.

## Étymologie
Cette espèce est nommée en l'honneur d'Al Gore.

## Publication originale
- Barrio-Amoros & Santos, 2009 : Description of a new Allobates (Anura, Dendrobatidae) from the eastern Andean piedmont, Venezuela. Phyllomedusa, vol. 8, p. 89-104 (texte intégral).